# Gillis Grafström
Gillis Grafström, švedski umetnostni drsalec, * 7. junij 1893, Stockholm, Švedska, † 4. april 1938, Potsdam, Nemčija.